# بول كيرس
بول كيريس (7 جانفي 1916 - 5 جوان 1975) أستاذ كبير وكاتب شطرنج إستوني، يعتبر من أفضل اللاعبين في منتصف 1930 وحتى منتصف 1960.
فوّت كيريس الفرصة في لعب مقابلة بطولة العالم خمس مرات، حيث فاز ببطولة أفرو 1938 وهو الأمر الذي قاد إلى مفاوضات على مقابلة ضد بطل العالم ألكسندر أليخين، لكن المباراة لم تتم بسبب الحرب العالمية الثانية، وبعد الحرب احتل كيريس الوصافة في أربع بطولات ترشح متتالية. شارك كيريس بالمجمل في 11 أولمبيادا للشطرنج أربعة مع إستونيا (بما في ذلك أولمبياد غير رسمي في عام 1936)، وسبعة مع الاتحاد السوفيتين وفاز ثلاث مرات ببطولة الاتحاد السوفياتي للشطرنج (1947، 1950 و1951).
بسبب هذه النتائج يعتبر العديد من المؤرخين كيريس اللاعب الأقوى الذي لم يصبح بطلا للعالم وأحد أفضل اللاعبين في التاريخ، ولقب بـ «بول الثاني»، «الثاني الأبدي» و«أمير الشطرنج المتوج». وإلى جانب فيكتور كورشنوا وألكسندر بيلافسكي يعتبر كيريس أحد الثلاثة الذين هزموا 9 أبطال عالم أكثر من أي شخص آخر في التاريخ.

## تنويه وتقدير
2016 تمت تسميته عام كيريس من قبل الاتحاد الدولي للشطرنج

## نتائجه ضد الأساتذ الكبار
لم تحسب سوى البطولات والمقابلات الرسمية
| - ألكسندر أليخين: +1 −5 =8 - ميخائيل بوتفنيك: +3 −8 =9 - ديفيد برونشتاين: +4 −6 =18 - خوزيه كابابلانكا: +1 −0 =5 | - ماكس إيوي: +11 −7 =9 - روبن فاين: +3 −1 =8 - بوبي فيشر: +3 −4 =3 - إيفيم غيلر: +8 −7 =21 | - أناتولي كاربوف: +0 −0 =2 - فيكتور كورشنوا: +4 −1 =12 - بنت لارسن: +2 −0 =4 - تيجران بتروسيان: +3 −3 =27 | - لاجوس بورتيش: +1 −4 =3 - فاسيلي سميسلوف: +8 −10 =21 - بوريس سباسكي: +3 −5 =29 - ميخائيل تال: +8 −4 =20 |

## روابط خارجية
- بول كيرس على موقع IMDb (الإنجليزية)
- بول كيرس على موقع الموسوعة البريطانية (الإنجليزية)
- بول كيرس على موقع مباريات الشطرنج (الإنجليزية)
- بول كيرس على موقع 365Chess.com (الإنجليزية)
- بول كيرس على موقع Chesstempo.com (الإنجليزية)
- بول كيرس سجل أولمبياد الشطرنج على موقع OlimpBase.org (الإنجليزية)
- 2016 عام بول كيريس، موقع الاتحاد الدولي للشطرنج.